# Lene Egeli
Lene Egeli (Stavanger, 27 de mayo de 1987) es una modelo noruega. 

## Carrera
Ganó el concurso Miss Noruega en 2008 y el mismo año representó a su país en Miss Mundo. Este último se celebró en Johannesburgo, en Sudáfrica el 13 de diciembre de 2008. Fue ganado por Ksenia Sujínova, Miss Rusia, Lene es seleccionada entre las 32 primeras en el evento de Supermodelo, pero no se clasifica entre las finalistas la noche de la elección.
Es modelo, y participa en la versión noruega del programa de telerrealidad estadounidense Top Model en TV3, siendo finalista de la primera temporada únicamente difundido en Noruega. Presta su imagen a los anuncios de Revlon. Actualmente vive en Oslo.